# رسانه‌های روسیه

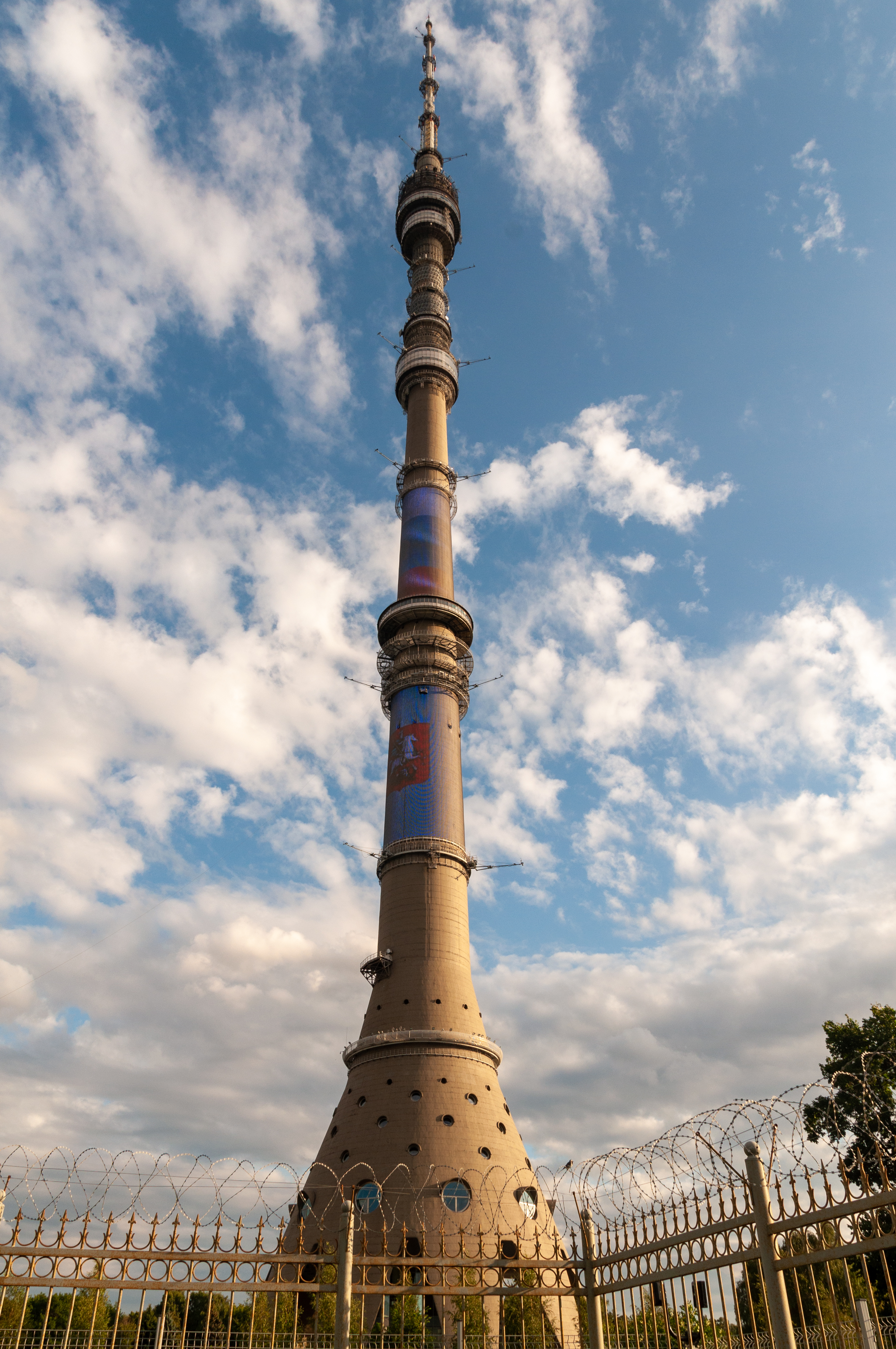
برج استانکینو در مسکو

'رسانه‌های روسیه به رسانه‌های گروهی و مستقر در روسیه گفته می‌شود. رسانه‌های روسیه متنوع هستند و شامل طیف وسیعی از رسانه‌های چاپی، تلویزیون، مجلات و روزنامه‌ها که توسط هر دو بخش دولتی و خصوصی اداره می‌شوند که اشتراک و سایر درآمدهای فروش به تبلیغات بستگی دارد. قانون اساسی روسیه آزادی بیان را تضمین می‌کند. سیستم رسانه ای روسیه به عنوان یک کشور در حال گذار رو به تغییر می‌باشد.
بیش از ۸۳۰۰۰ رسانه فعال و رسمی ثبت شده در روسیه وجود دارند که اطلاعات خود را به ۱۰۲ زبان پخش می‌کنند. تقسیم‌بندی رسانه‌های به این شکل می‌باشد: مجلات ۳۷٪. روزنامه‌ها ۲۸٪. رسانه‌های آنلاین ۱۱٪. تلویزیون ۱۰٪. رادیو ۷٪ و آژانس‌های خبری ۲٪. رسانه‌های چاپی که دو سوم کل رسانه‌ها را تشکیل می‌دهند بیشترین درصد را به خود اختصاص داده‌اند. رسانه‌ها باید مجوز پخش اطلاعات را به دست بیاورند و در حال حاضر ۶۳ درصد رسانه‌ها در داخل کشور، ۳۵ درصد در خارج از کشور و ۱۵ درصد در حوزه کشورهای مستقل همسود (CIS) برنامه‌های خود را پخش می‌کنند.
سه کانال تلویزیونی سراسری وجود دارد که در سراسر کشور پخش می‌شوند و سایر کانال‌ها، کانال‌های محلی و منطقه‌ای می‌باشند. روزنامه‌های محلی دومین انتخاب محبوب هستند، در حالی که اینترنت در مقام سوم است. در تمام حوزه‌های رسانه‌ای، ترکیبی از مالکیت خصوصی و دولتی وجود دارد. سه کانال تلویزیونی سراسری کشور به خاطر عدم رعایت بیطرفی مورد انتقاد مردم می‌باشند.
سازمان گزارشگران بدون مرز که هر سال ارزیابی و رتبه‌بندی آزادی مطبوعات کشورها را بر اساس شاخص آزادی رسانه تهیه و منتشر می‌کند، در سال ۲۰۱۶، روسیه را در رتبه ۱۴۷ از ۱۷۹ کشور قرار داده‌است. انجمن خانه آزادی نیز رتبه‌بندی مشابهی را انتشار داده و در آن روسیه از ۱۹۷ کشور در رتبه ۱۷۶ قرار گرفته‌است.
روسیه جزو ۱۰ کشور بزرگ از لحاظ تعداد روزنامه نگاران کشته شده می‌باشد.